# Friedrich August (Oldenburg, Großherzog)

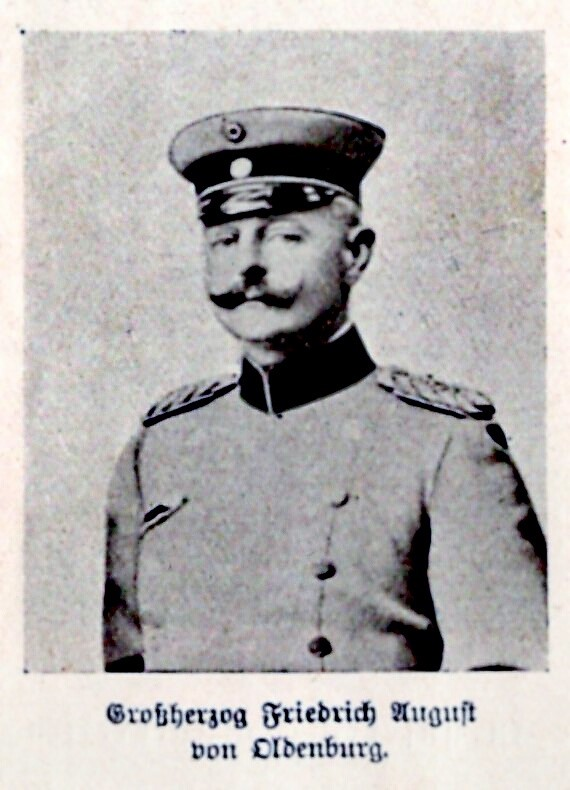
Friedrich August von Oldenburg (1901)

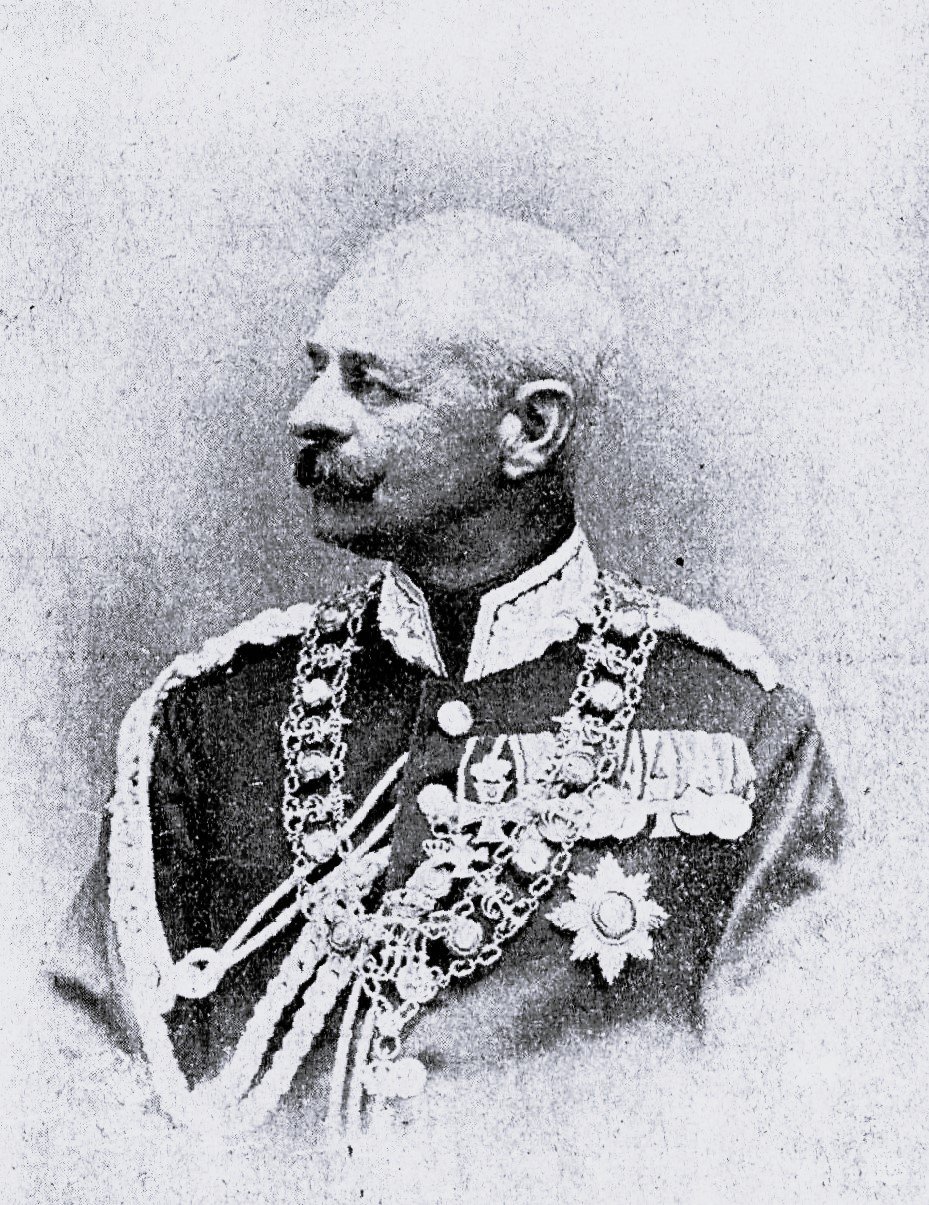
Friedrich August von Oldenburg (1902)

Friedrich August von Oldenburg (* 16. November 1852 in Oldenburg; † 24. Februar 1931 in Rastede) war der letzte regierende Großherzog von Oldenburg.

## Zur Person
Friedrich August war der älteste Sohn des Großherzogs Nikolaus Friedrich Peter von Oldenburg und der Großherzogin Elisabeth, geborene Prinzessin von Sachsen-Altenburg. Sein jüngerer Bruder war Georg Ludwig. Beide Prinzen hatten ab 1861 den späteren bayerischen General Otto von Parseval (1827–1901) zum Erzieher, der ein Schwiegersohn des früheren oldenburgischen Hofmarschalls Alexander von Rennenkampff war. Friedrich August studierte an den Universitäten Bonn, Straßburg und Leipzig. Seine Ausbildung wurde durch eine siebenmonatige Reise abgeschlossen, die ihn nach Kleinasien, Palästina, Ägypten und Italien führte.
1878 heiratete Prinz Friedrich August die preußische Prinzessin Elisabeth Anna (1857–1895), eine Tochter des „roten Prinzen“ Friedrich Karl Nikolaus von Preußen, Neffe des deutschen Kaisers Wilhelm I.
Großherzog Friedrich August von Oldenburg wird manchmal mit der Ordnungszahl „II.“ bezeichnet und dann in der Namenskontinuität zu seinem Vorgänger Großherzog Paul Friedrich August (I.) von Oldenburg (regierte von 1829 bis 1853) gesehen. Mit seinen vollen Titeln nannte er sich: Großherzog Friedrich August Erbe zu Norwegen, Herzog von Schleswig, Holstein, Stormarn, der Dithmarschen und Oldenburg, Fürst von Lübeck und Birkenfeld, Herr von Jever und Kniphausen.
Nach dem Tod von Stephan von Österreich erbte Friedrich Augusts Bruder Georg Ludwig von Oldenburg 1867 die im Herzogtum Nassau gelegenen Standesherrschaften Herrschaft Schaumburg und Grafschaft Holzappel. Mit der Standesherrschaft verbunden war ein Sitz im Nassauischen Kommunallandtag und im Provinziallandtag der Provinz Hessen-Nassau. Da sein Bruder minderjährig war, nahm Friedrich August 1873 an den Sitzungen des Kommunallandtags teil.

## Regierung

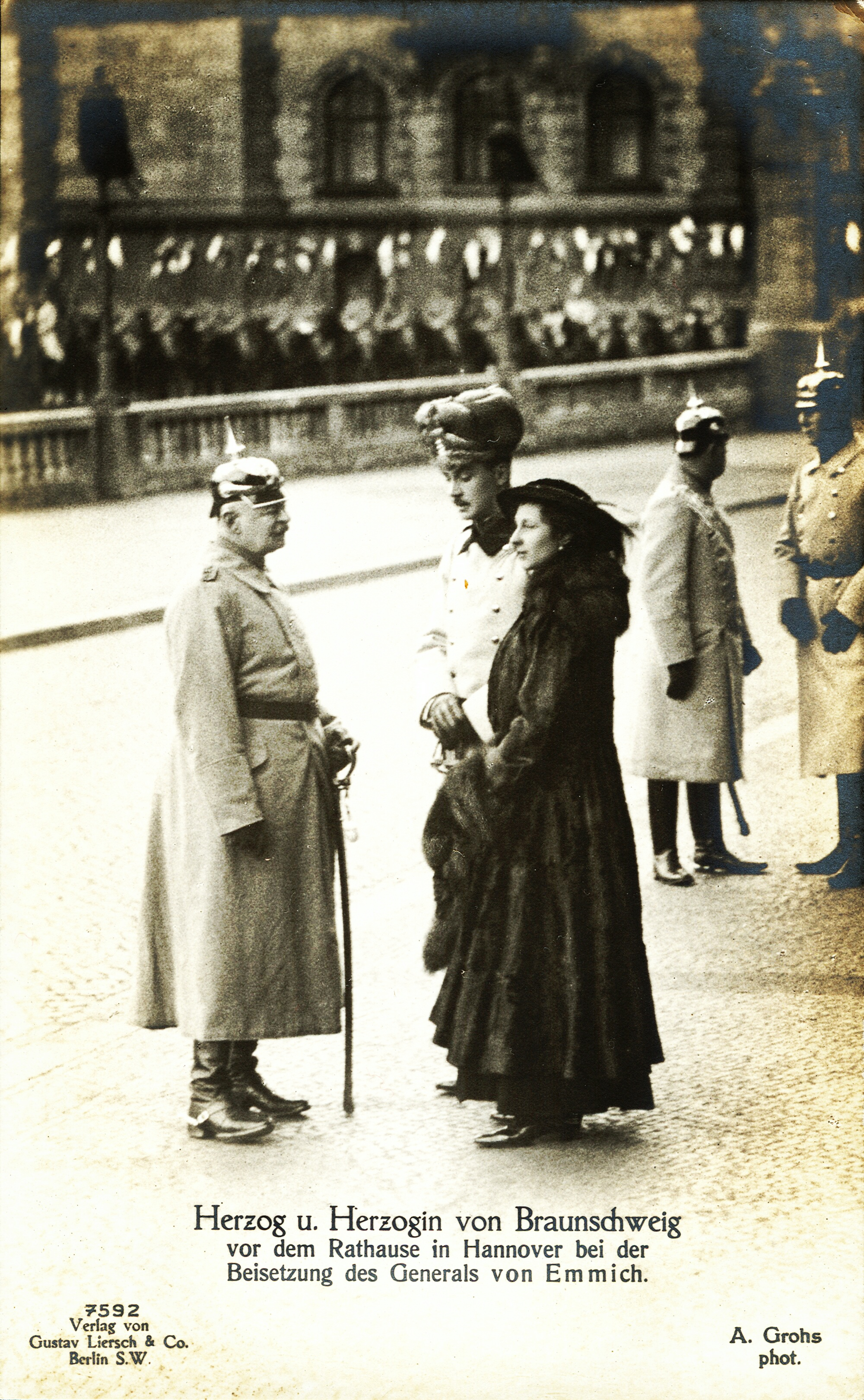
Großherzog Friedrich August II. von Oldenburg mit Herzog Ernst August III. von Braunschweig und dessen Gemahlin Viktoria Luise anlässlich der Beisetzung des Generals Otto von Emmich auf dem Trammplatz vor dem Rathaus in Hannover (1915)

Die Regentschaft von Friedrich August begann am 13. Juni 1900, dem Todestag seines Vaters. Friedrich August galt als konservativ und als typischer Vertreter des Wilhelminismus. Seine persönlichen Interessen lagen überwiegend im technischen Bereich. So zeigte er eine große Vorliebe für die Seefahrt und die Marine. Friedrich August bemühte sich nachdrücklich um den Ausbau von Wasserwegen, wie etwa des Hunte-Ems-Kanals, baute die oldenburgischen Häfen an der Weser aus und förderte die Ansiedlung von Industrieunternehmen, um die Wirtschaftskraft des Landes zu stärken.
„[…] Er war beliebt bei der Bevölkerung, alles schmunzelte, wenn sein Auto mit Trari trara durch die Straßen fuhr. Aber eigenwillig war er auch. Die alten Soldaten im Lande verdachten es ihm noch, dass er als Leutnant ein Soldatenschinder gewesen war. […]“
Während seiner Amtszeit ließ er das Elisabeth-Anna-Palais in Oldenburg errichten, welches nach seiner ersten Frau benannt wurde, die noch während der Bauarbeiten verstarb.
Am 1. Dezember 1906 trat durch eine Verordnung Friedrich Augusts das Gesetz zur Einführung der Verwaltungsgerichtsbarkeit in Kraft. Das Gesetz war zuvor von dem Verwaltungsjuristen und Vorsitzenden der eigens zu diesem Zweck gegründeten Kommission, Karl Dugend, ausgearbeitet worden.
Als Teil des Deutschen Reichs nahm das Großherzogtum Oldenburg unter ihm am Ersten Weltkrieg teil. Während seiner Regentschaft befehligte er auch die Oldenburger Dragoner. Während des Krieges gehörte er zu der Gruppe der radikalen Annexionisten, die die deutsche Machtstellung durch Gebietserwerbungen und eine völlige Umgestaltung der europäischen Landkarte sichern wollten. Neben der Angliederung Belgiens wollte er Frankreich zu einem deutschen Vasallenstaat machen und in eine nördliche Republik und in ein südliches Königreich Bourbon teilen. Vermutlich von dem von ihm verehrten Großadmiral Tirpitz vorgeschoben, schlug er im März 1915 dem Bayerischen König Ludwig III. vor, im Namen der deutschen Fürsten von Wilhelm II. die Entlassung des angeblich zu schwachen Reichskanzlers Bethmann-Hollweg zu verlangen, der einem „deutschen Frieden“ im Wege stehe. Auch die Friedensresolution des Reichstages wies er 1917 entschieden zurück. Im Zuge der Novemberrevolution und der damit verbundenen Abschaffung der Monarchie in Deutschland trat er am 11. November 1918 zurück und zog sich auf das Schloss Rastede zurück.
Am 24. September 1914 stiftete Friedrich August das Friedrich-August-Kreuz in zwei Klassen als oldenburgischen Militärorden. Er war vermutlich bis 1918 Chef des Rheinischen Infanterie-Regiments Nr. 70.

## Zeit nach der Regierung
Um sich weiterhin finanzieren zu können, verkaufte Friedrich August einen Teil seines Kunstbesitzes, der ihm nach der Abdankung als privates Eigentum überlassen worden war. Darunter befand sich ein Drittel der ehemaligen Großherzoglichen Gemäldegalerie aus dem Augusteum. Er führte die Gemälde 1919 mit Hilfe des oldenburgischen Industriellen Georg Bölts in die Niederlande aus. Es waren wertvolle Werke berühmter Meister, unter anderem von Rembrandt van Rijn. Einen Teil des Erlöses reinvestierte Friedrich August in die Fleischwarenfabrik von Bölts; er erlitt damit 1927 aber erhebliche finanzielle Verluste. Karl Jaspers, der in Oldenburg aufgewachsen war, schrieb in seinen Memoiren: „Das Geld aus dem Verkauf der Bilder verwendete der Großherzog teilweise zur Mitwirkung an der Gründung einer Wurstfabrik, die in der Folge fallierte.“ Als der Verkauf der ehemaligen Oldenburger Gemälde 1919 deutschlandweit bekannt wurde, wurde dies ein wichtiges Argument, um die Einführung eines Kulturgutschutzgesetzes für das Deutsche Reich zu fordern.

## Nautisch-technische Begabung
Er erwarb an der von ihm geförderten Seefahrtsschule in Elsfleth ein Kapitänspatent, führte gern selber Schiffe und wurde für die persönliche Rettung von Schiffbrüchigen von der italienischen Regierung mit der Goldenen Rettungsmedaille ausgezeichnet. Auf Helgoland rettete er 1888 vor den Augen zahlreicher Badegäste einen dänischen Matrosen. Wegen seiner herausragenden seemännischen Fähigkeiten ernannte ihn Kaiser Wilhelm II. als einzigen deutschen Bundesfürsten zum Admiral der Kaiserlichen Marine. Seine Yacht Lensahn führte er persönlich auf vielen Reisen in Ostsee und Mittelmeer.
Friedrich August erfand einen durch DRP 157706 (6. April 1904) und viele Auslandspatente geschützten Schiffspropeller, den „Niki-Propeller“. Er bat den führenden Hersteller von Schiffspropellern, die Hamburger Firma Theodor Zeise, diesen Propeller für ihn zu bauen. Zeise weigerte sich, da er im „Niki-Propeller“ ein Konkurrenzprodukt erkannte, das seinem eigenen Geschäft abträglich erschien. In diesem Zusammenhang wurde Friedrich August um 1910 auch der Titel Dr.-Ing. E. h. der Technischen Hochschule Hannover verliehen.
Am 14. Januar 1914 wurde in Geestemünde das Segelschulschiff Großherzog Friedrich August auf seinen Namen getauft. Es ist heute noch in Norwegen als Statsraad Lehmkuhl in Dienst. 1918 stellte die Kaiserliche Marine das ihm benannte Geleitboot Großherzog Friedrich August in Dienst.
Seit ihren Gründungsjahren um 1900 fungierte er als Ehrenvorsitzender der Schiffbautechnischen Gesellschaft und übte dies bis 1930 aus und gehörte im Januar 1900 zu den Gründern des „Deutschen Schulschiff-Vereins“, der sich für die Erweiterung der seemännischen Ausbildungskapazitäten für die deutsche Handelsmarine einsetzte.

## Ehen und Nachkommen

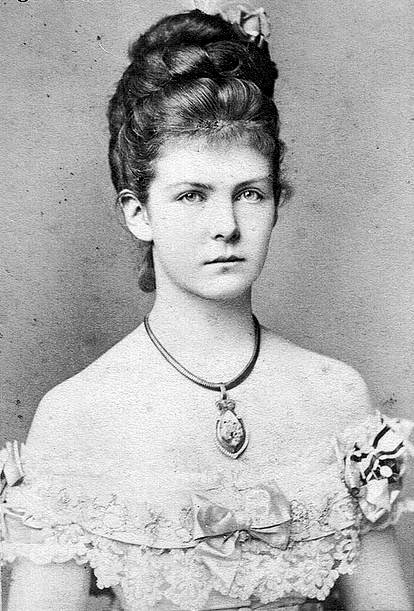
Prinzessin Elisabeth Anna von Preußen

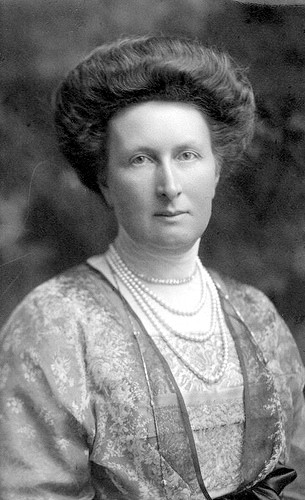
Großherzogin Elisabeth, geborene Herzogin von Mecklenburg-Schwerin

Am 18. Februar 1878 heiratete der damalige Erbgroßherzog Friedrich August in Berlin Prinzessin Elisabeth Anna von Preußen (1857–1895), Tochter des "roten Prinzen" Friedrich Karl Nikolaus von Preußen, Neffe des deutschen Kaisers Wilhelm I.

Aus der Ehe gingen zwei Töchter hervor, von denen die jüngere noch im Säuglingsalter verstarb:
- Sophie Charlotte (1879–1964) ⚭ 1906 Eitel Friedrich, Prinz von Preußen, zweitältester Sohn von Kaiser Wilhelm II.
- Margarete (1881–1882)

Erbgroßherzog Friedrich August heiratete in zweiter Ehe am 24. Oktober 1896 in Schwerin Prinzessin Elisabeth Alexandrine zu Mecklenburg (1869–1955), eine Tochter des Großherzogs Friedrich Franz II. von Mecklenburg. Aus dieser Ehe gingen weitere fünf Kinder hervor. Hier verstarb kurz nach der Geburt ein Zwillingspaar:
- Nikolaus Friedrich Wilhelm von Oldenburg (1897–1970), war verheiratet mit Helena, einer Tochter von Friedrich, Fürst zu Waldeck-Pyrmont; Beatrix von Storch ist eine Enkelin.
- Friedrich August von Oldenburg (* 25. März 1900 in Oldenburg; † 26. März 1900 in Oldenburg)
- Alexandrine von Oldenburg (* 25. März 1900 in Oldenburg; † 26. März 1900 in Oldenburg)
- Ingeborg Alix von Oldenburg (1901–1996) ⚭ Stephan Prinz zu Schaumburg-Lippe (1891–1965), Sohn von Georg, Fürst zu Schaumburg-Lippe.
- Altburg Marie Mathilde von Oldenburg (* 19. Mai 1903 in Oldenburg; † 16. Juni 2001 in Bad Arolsen) ⚭ Josias, ältester Sohn von Friedrich, Fürst zu Waldeck-Pyrmont

Die seit 1909 schwelende Ehekrise des Großherzogs führte zu schwer wiegenden dynastischen und politischen Verwerfungen zwischen den beteiligten Fürstenhäusern, die sich 1913/1914 zuspitzten, nachdem Details an die Öffentlichkeit gedrungen waren und zu Mutmaßungen und Gerüchten geführt hatten, sodass der Großherzog im Januar 1914 in einer Eingabe oldenburgischer Landtagsabgeordneter um größere Milde gegenüber seiner Frau ersucht wurde. Friedrich August drohte daraufhin mit der Auflösung des Landtags. Er hatte Elisabeth nach dem Ruchbarwerden mehrerer Ehebrüche der Großherzogin zunächst für nervenkrank erklären lassen und schließlich des Landes verwiesen. Da Kaiser Wilhelm II. die von vielen Beratern befürwortete Scheidung verbot und die persönlichen Feindschaften die regierenden Häuser Mecklenburgs, Hessens und der Niederlande involvierten, drohten die Spannungen mit dem in Fürstenkreisen bis auf die Unterstützung Preußens weitgehend isolierten Friedrich August den Bundesrat zu sprengen.
Die Großherzogin lebte seit 1910 bei ihrer Mutter Marie auf Schloss Raben Steinfeld bei Schwerin. Der Umgang mit ihren Kindern war stark eingeschränkt.
Nach Elisabeth Alexandrine wurde 1901 das Schulschiff Großherzogin Elisabeth benannt, die heutige Duchesse Anne. Das heutige Segelschulschiff der Seefahrtsschule in Elsfleth, der 1909 gebaute Dreimastschoner Großherzogin Elisabeth, wurde 1982 ebenfalls nach ihr benannt und hieß zuvor Ariadne.

## Tod
Friedrich August von Oldenburg starb am 24. Februar 1931 in Rastede und wurde im Großherzoglichen Mausoleum auf dem Gertrudenfriedhof in Oldenburg beigesetzt.

## Trivia

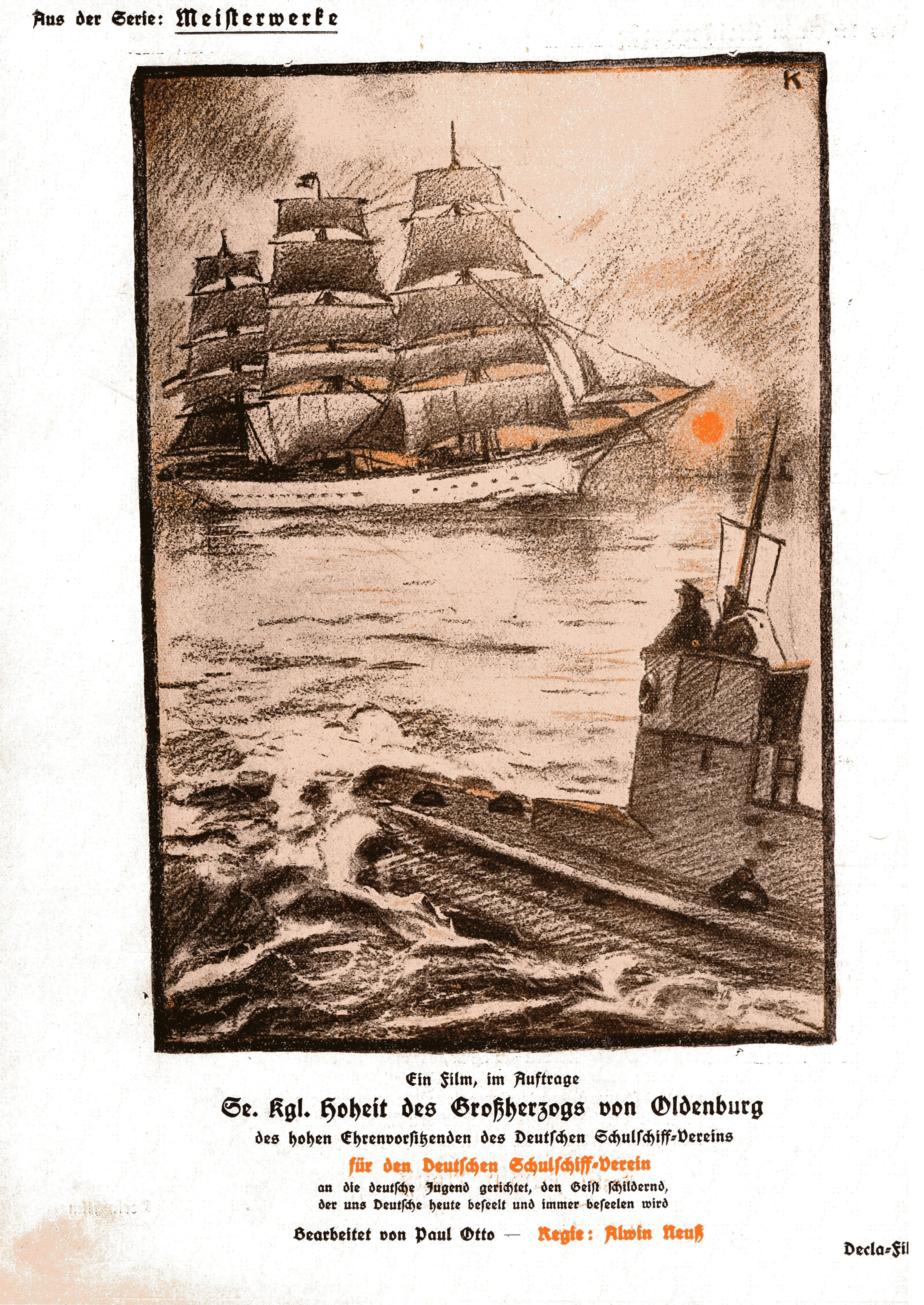
Werbeanzeige für den Spielfilm Zwei blaue Jungen, Deutschland 1917

- Friedrich August trat in dem deutschen Spielfilm Zwei blaue Jungen, der 1916/17 auf seine Initiative hin von Erich Pommer produziert worden war, persönlich auf.